# Эрихтоний (царь Афин)

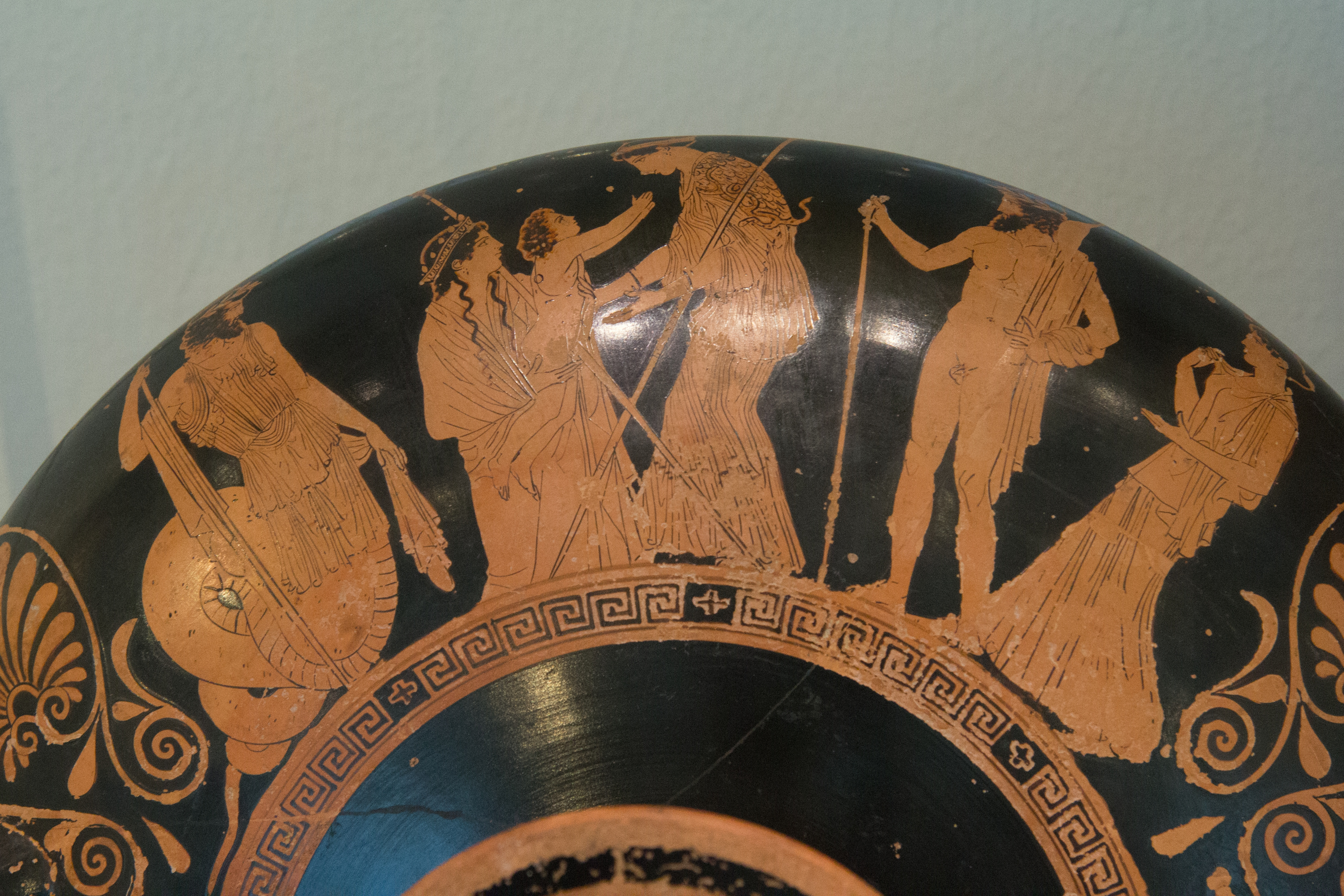
Рождение Эрихтония

Эрихто́ний, или Эрихфо́ний (др.-греч. Ἐριχθόνιος), — персонаж древнегреческой мифологии. Упомянут в «Илиаде» (II 547) и «Одиссее» (VII 81) как Эрехте́й. Царь Афин, которого родила Гея (земля) от пролившего на неё семя Гефеста.

## Миф
Согласно древнеримским авторам, Эрихтоний родился у Гефеста без матери; по свидетельству Нонна, он родился от связи Гефеста и Геи. При рождении Афина дала ему в кольце капли крови одной из горгон (две капли жизни и смерти).
Согласно классической версии мифа, мальчик родился при весьма необычных обстоятельствах. Афина пришла к богу кузнечного мастерства Гефесту, чтобы изготовить особое оружие. Гефест, отвергнутый Афродитой, захотел обесчестить Афину. Та, будучи целомудренной, отвергла похотливого бога, который пролил семя на ногу богине. Тогда Афина вытерла его шерстью и бросила лоскут на землю. От этого брошенного в землю семени и родился Эрихтоний, став таким образом сыном богини земли Геи и Гефеста.
Был воспитан Афиной, которая передала младенца в закрытом ящике дочерям Кекропса — Герсе, Аглавре и Пандросе. Она запретила девушкам заглядывать в ящик, так как Эрихтоний был обвит змеёй (или имел змеиную нижнюю половину тела). Царевны нарушили этот запрет и открыли ящик: за это Аглавра и Герса были поражены безумием и покончили с собой, бросившись с акропольской скалы (по другой версии мифа, были задушены змеёй). После этого Афина сама воспитала его в своём храме.
Повзрослев, Эрихтоний изгнал из страны Амфиктиона и воцарился в Афинах. Был женат на наяде Праксифее, от которой имел сына, Пандиона.
Был похоронен сыном на священном участке храма Афины; его гробница располагалась в храме Афины Полиады.
По смерти стал созвездием Возничего.

## Искусство
Его изображали в облике змеи рядом с Афиной. Изобрёл квадригу.
Эрихтония также изображали в младенческом возрасте: три сестры-царевны открывают корзину, из которой, разворачиваясь, выползает змея, а внутри лежит младенец. По Овидию, за сценой наблюдала ворона, её могут рисовать сидящей на дереве. Мать-Земля может быть обозначена статуей Артемиды Эфесской — богини плодородия. Данный сюжет был популярен в нидерландской живописи XVII века